# W Crucis
W Crucis är en förmörkelsevariabel av Beta Lyrae-typ (EB/GS) i stjärnbilden Södra korset.
Stjärnan varierar mellan bolometrisk magnitud +9,04 och 10,38 med en period av 198,53 dygn.